# Live in Osaka (álbum de Asia)
Live in Osaka es el tercer álbum en vivo de la banda británica de rock progresivo y fue publicado en 1997.  Fue grabado en Osaka, Japón en el mes de junio de 1992. En este álbum aparece Steve Howe como músico invitado.

## Lista de canciones

### Disco uno
| Side one |                             |                                      |          |  |
| N.º      | Título                      | Escritor(es)                         | Duración |  |
| 1.       | «Go»                        | John Wetton / Geoff Downes           | 5:20     |  |
| 2.       | «Band Intro»                |                                      | 0:47     |  |
| 3.       | «Lay Down Your Arms»        | Downes / John Payne / Grant Hart     | 4:27     |  |
| 4.       | «Love Under Fire»           | Downes / Greg Lake                   | 6:05     |  |
| 5.       | «Rock and Roll Dream»       | Wetton / Downes                      | 7:11     |  |
| 6.       | «Geoff Downes Solo»         |                                      | 1:59     |  |
| 7.       | «Video Kill the Radio Star» | Downes / Trevor Horn / Bruce Woolley | 2:10     |  |
| 8.       | «Little Rich Boy»           | Downes / Payne                       | 4:54     |  |
| 9.       | «Voice of America»          | Wetton / Downes                      | 5:27     |  |
| 10.      | «Aqua Pt. 1»                | Downes / Payne / Steve Howe          | 2:11     |  |
| 11.      | «Who Will Stop the Rain?»   | Downes / Johnny Warman               | 4:47     |  |

### Disco dos
| Side one |                       |                       |          |  |
| N.º      | Título                | Escritor(es)          | Duración |  |
| 1.       | «Wildest Dreams»      | Wetton / Downes       | 5:53     |  |
| 2.       | «Back in Town»        | Downes / Payne        | 3:55     |  |
| 3.       | «Don't Cry»           | Wetton / Downes       | 4:01     |  |
| 4.       | «Someday»             | Downes / Warman       | 8:11     |  |
| 5.       | «Steve Howe Solo»     |                       | 6:25     |  |
| 6.       | «The Voice of Reason» | Downes / Payne        | 6:10     |  |
| 7.       | «Only Time Will Tell» | Wetton / Downes       | 4:53     |  |
| 8.       | «The Heat Goes On»    | Wetton / Downes       | 5:05     |  |
| 9.       | «A Far Cry»           | Downes / Payne / Hart | 5:19     |  |

## Formación
- John Payne — voz principal, bajo y guitarra
- Geoff Downes — teclado y coros
- Vinni Burns — guitarra y coros
- Trevor Thornton — batería y coros

### Músico invitado
- Steve Howe — guitarra y coros